# Raul Ortíz (Raco)
Raul Pablo Ortiz Escauriza (Luque, el 3 de junio de 1941 – Luque, 8 de diciembre de 2014) también conocido como Raco Ortiz, fue un exfutbolista paraguayo que se desempeñó como medio campista y la Selección de Futbol de Paraguay. Más tarde se desempeñó como Periodista Deportivo.

## Trayectoria
Desde muy joven presenciaba los encuentros deportivos de su ciudad natal, es ahí cuando contaba con 10 años de edad, y el entrenador del Sportivo Luqueño, el italiano Vessillo Bartoli lo observa y le pide que sea el pasa pelotas del Club. Es ahí donde el Sportivo Luqueño se vuelve su segunda casa fichando más tarde a los 14 años en 1955, jugando ya la 6ta. División. Desde 1961 oficial en la primera división convocado por DT Carlos Arce. Se retiró del Futbol en el Club Sportivo Luqueño 1973 en un partido de despedida.

## Clubes
| Clubes           | Pais     | Año         |
| ---------------- | -------- | ----------- |
| Sportivo Luqueño | Paraguay | 1955 - 1964 |
| Nacional         | Paraguay | 1965        |
| Sportivo Luqueño | Paraguay | 1966-1973   |

## Selección nacional
| Competicion                       | Partidos | Goles |
| --------------------------------- | -------- | ----- |
| Clasificación Mundial Mexico 1970 | 4        | 0     |